# Apiomeris totalis
Apiomeris totalis är en mångfotingart som beskrevs av Filippo Silvestri 1917. Apiomeris totalis ingår i släktet Apiomeris och familjen klotdubbelfotingar. Inga underarter finns listade i Catalogue of Life.